# Calymperes tenuifolium
Calymperes tenuifolium là một loài rêu trong họ Calymperaceae. Loài này được Sull. mô tả khoa học đầu tiên năm 1861.